# Église Santa Maria dei Miracoli (Rome)
Pour les articles homonymes, voir Église Santa Maria dei Miracoli (Naples) et Église Santa Maria dei Miracoli.
L'église de Santa Maria dei Miracoli est une église située à Rome, dans le quartier de Campo Marzio, sur la Piazza del Popolo, entre la Via del Corso et la Via di Ripetta ou au sommet du Trident. Elle est connue sous le nom d'église jumelle de Santa Maria in Montesanto, bien que les deux églises présentent quelques différences.

## Histoire

### Antiquité
Sous les deux églises jumelles se trouvaient les vestiges de deux monuments funéraires pyramidaux, de forme et de taille très similaires à la pyramide de Caius Cestius et à la pyramide du Vatican démolie. Elles servaient d'entrée monumentale au Campo Marzio, précisément la fonction des deux églises aujourd’hui.

### Chapelle au bord du Tibre
Selon la tradition, le 20 juin 1325, à l’origine de la construction de l’église, un miracle se produit: une femme, au bord du Tibre, invoque une image de la Vierge peinte sur les murs du fleuve pour sauver son enfant tombé dans les eaux. Le sauvetage de l'enfant imposa la construction d'une chapelle dédiée à Marie, le long du Tibre, près de l'actuel Ponte Margherita; et dans la chapelle a été placée l'image miraculeuse, appelée depuis "Madonna dei Miracoli". Cette petite chapelle est rapportée par les cartographes de l'époque et figure sur la carte de la ville de Bufalini (de 1551), et de Tempesta (de 1593).
En septembre 1525, le pape Clément VII confia la chapelle à l'hôpital voisin de San Giacomo degli Incurabili, afin que les immenses offrandes destinées à la "Madonna dei Miracoli" puissent être utilisées pour couvrir les coûts de l'hôpital. En 1529, la chapelle est passée aux Capucins, qui ont cependant quitté l'église l'année suivante, lorsque, à cause d'une inondation du Tibre, celle-ci fut complètement submergée par les eaux.
Dans les années suivantes, la chapelle bordant le fleuve fut confiée à diverses congrégations religieuses. En 1590, l'image de la Madonna dei Miracoli fut transférée à l'église San Giacomo d'Augusta, récemment construite, où elle se trouve encore aujourd'hui. Une copie a été placée à sa place dans la chapelle.

### Église de la Piazza del Popolo

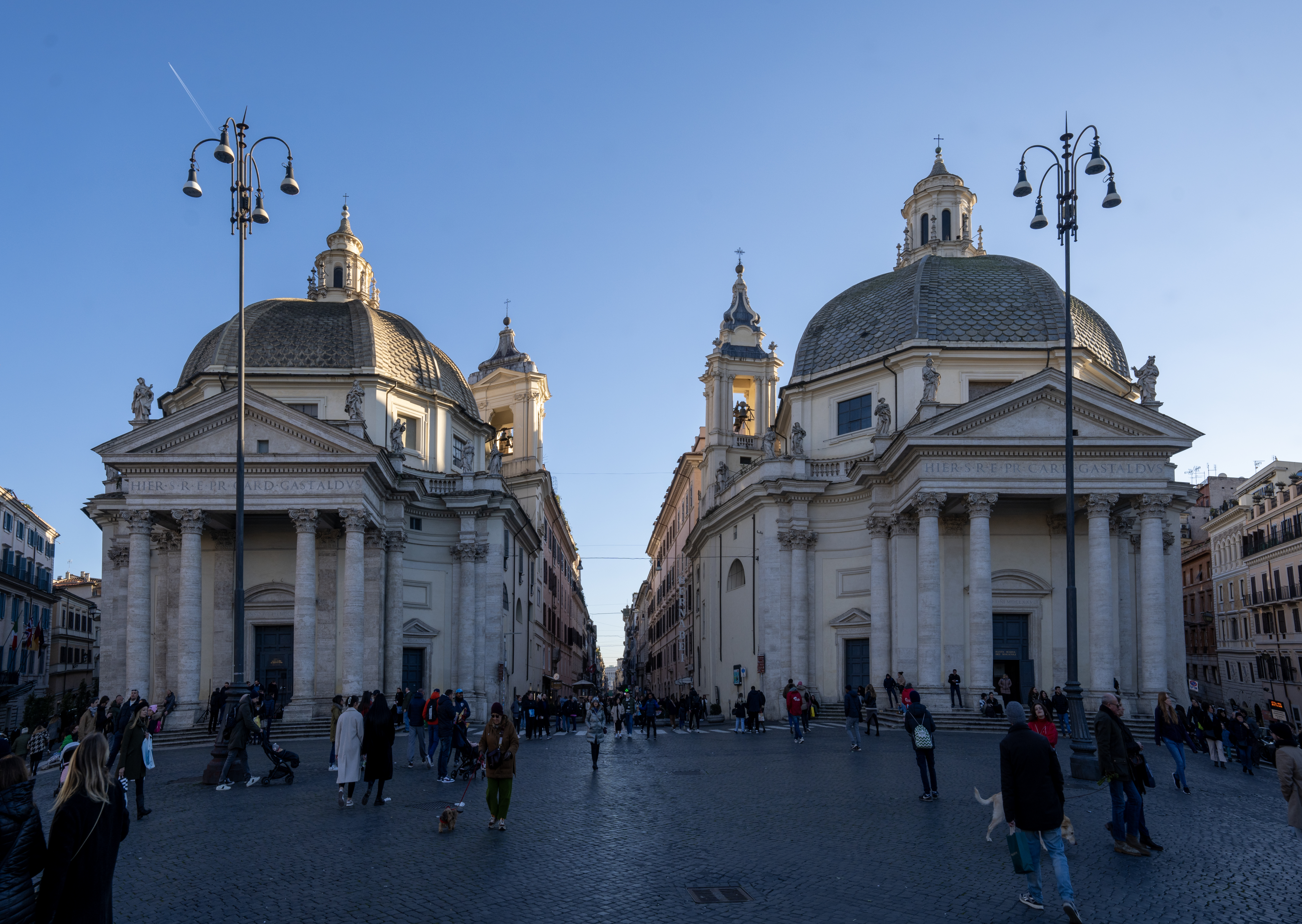
À gauche, la Basilique Santa Maria in Montesanto ; à droite l'église de Santa Maria dei Miracoli

Parce que le site le long du Tibre est apparu de plus en plus malsain et soumis à des inondations continues, en 1661 le pape Alexandre VII fait construire à Piazza del Popolo, une nouvelle église où conserver la copie de l'image de Notre-Dame des Miracles. La nouvelle église a cependant été commencée seulement 14 ans après l'ordre du pape, en 1675, et 13 ans après la fondation de la prétendue église jumelle de Santa Maria di Montesanto. L'église a été achevée en 1679 et seulement deux ans plus tard, consacrée et ouverte au public.
En 1793, l'église fut attribuée à la Confraternité du Saint-Sacrement et en 1856 l'Arciconfraternita di San Gregorio Taumaturgo. Depuis 1915, l'église est officiée par les prêtres du Sacré-Cœur de Jésus de Bétharram, qui occupaient auparavant l'église des Saints Anges Gardiens au Triton, aujourd'hui disparue.

## Art
La façade se caractérise par la présence d'un pronaos rectangulaire profond, surmonté d'un tympan, sur lequel est lu le nom du bienfaiteur de l'église, le cardinal Gastaldi. Les colonnes du pronaos étaient à l'origine destinées aux clochers de Saint-Pierre au Vatican, conçus par Le Bernin mais jamais construits.
Sur la balustrade extérieure du bâtiment se trouvent 10 statues représentant des saints et des saintes et dont seules quelques-unes sont identifiées avec certitude, exécutées entre 1676 et 1677 par Filippo Carcani, Ercole Ferrata et d'autres.
Au sommet de l'église se trouve un dôme octogonal recouvert de tuiles d'ardoise conçu et construit par Carlo Fontana.
Sur la Via del Corso, le clocher se dresse, à l'image de celui de la proche Santa Maria di Montesanto, attribué à Francesco Navone. Les premières œuvres documentées de Francesco Antonio Navone sont celles exécutées en 1758 pour le campanile de l'église jumelle.

### Intérieur

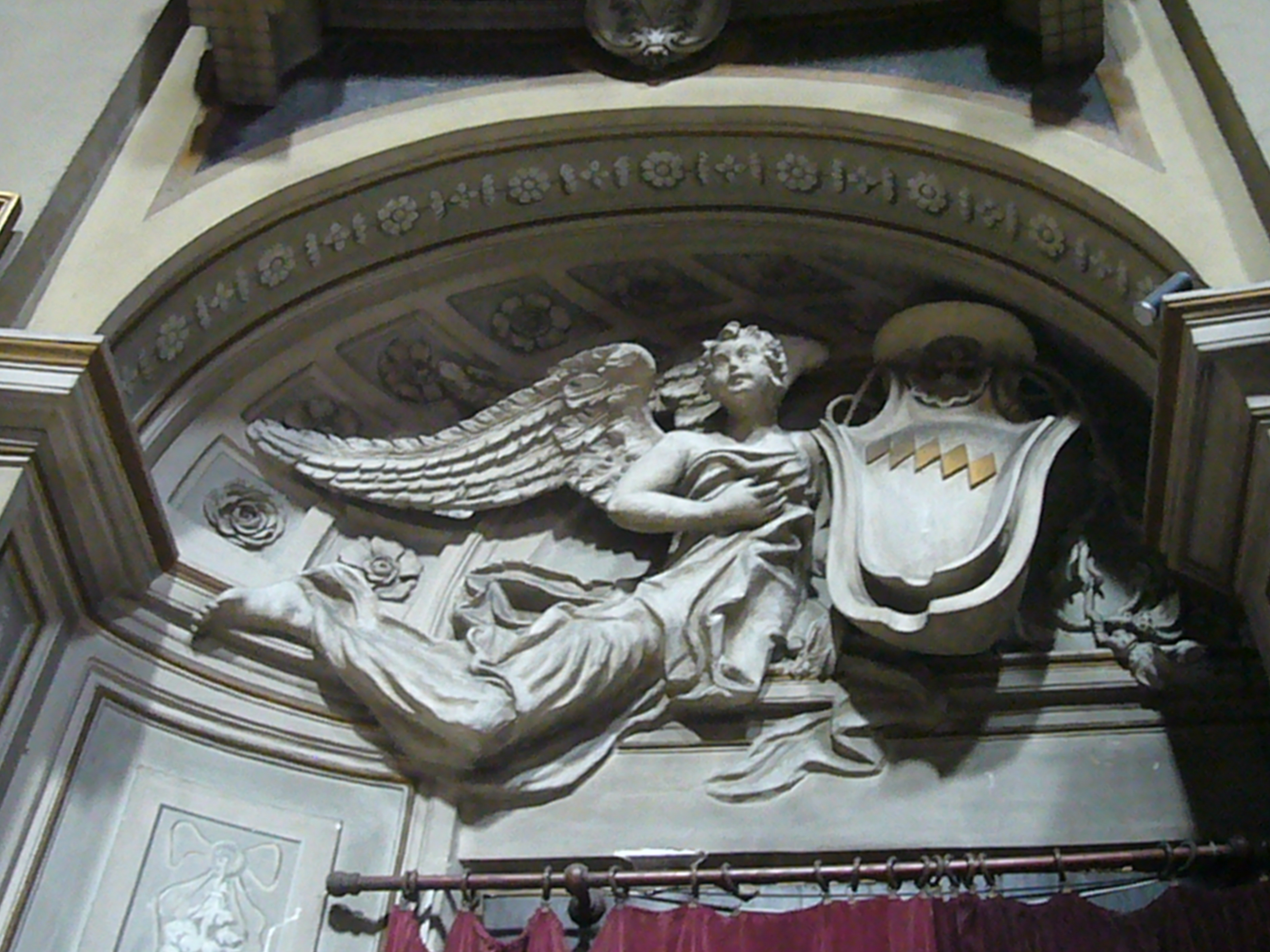
Armoiries du cardinal Gastaldi dans la contre-façade.

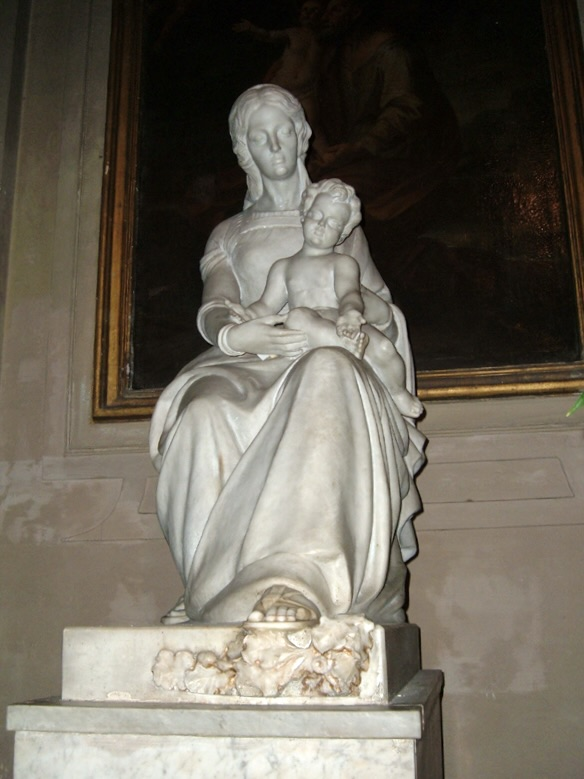
La statue de la Vierge de Bétharram.

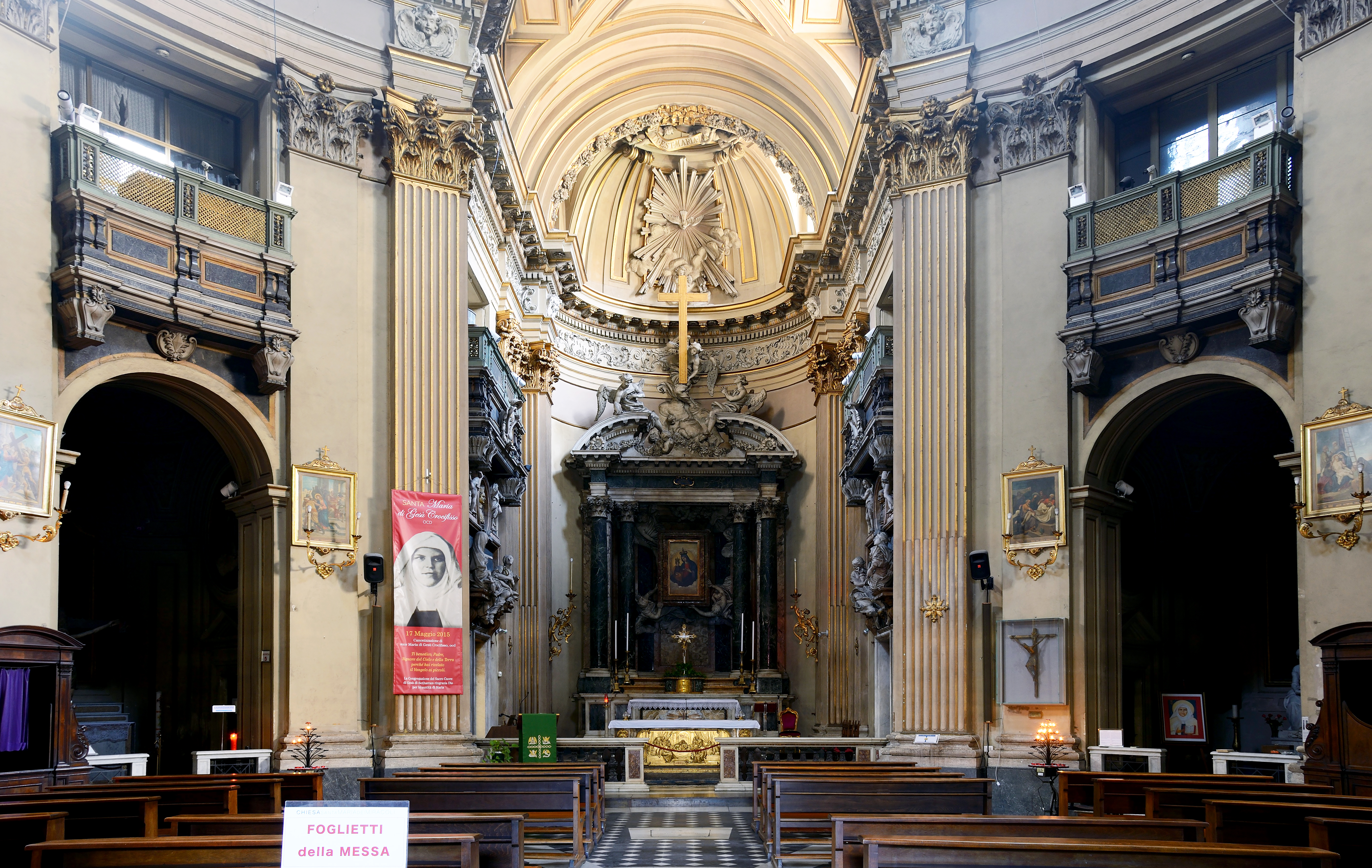
l'intérieur.

L'église a un plan circulaire (tandis que la soi-disant église jumelle a un plan elliptique), avec quatre chapelles latérales et un profond presbytère. L'intérieur a également été conçu par Carlo Rainaldi et exécuté par Carlo Fontana. Au centre du pavement se trouve une plaque circulaire avec les armoiries du cardinal Girolamo Gastaldi, commanditaire et patron de l'église; le même emblème se retrouve également dans la contre-façade, au-dessus de la plaque commémorative commémorant le bâtiment de l'église.
Le bâtiment a quatre chapelles latérales.
Le profond presbytère, construit par Carlo Fontana, est relié à la nef de l'église par un arc de triomphe surmonté des armoiries du cardinal Gastaldi.
L'autel principal a été commandé le 3 novembre 1677, construit par Fontana, tandis que la décoration en stuc est d'Antonio Raggi. Au centre de l'autel principal se trouve l'image de la Madonna dei Miracoli, une copie de la fresque originale conservée à la fin du XVIe siècle dans l'église de San Giacomo in Augusta : la Vierge à l'Enfant est couronnée de couronnes d'or; celle de la Madone remonte à 1646 et fut l’une des premières appliquées à une image sacrée.
Sur les côtés du presbytère, les deux monuments sépulcraux des Gastaldi: celui de gauche est le monument sépulcral du cardinal Girolamo Gastaldi ; celle de droite est le monument sépulcral du chevalier Benedetto Gastaldi ; les deux monuments sont couronnés de quatre statues représentant Foi et Espoir à gauche, Prudence et Temperance à droite.
La grande sacristie a été construite en même temps que l'église et ses décorations remontent au XVIIe siècle. En plus de deux plaques commémoratives commémorant les anciens propriétaires de l'église, la sacristie abrite un buste en marbre du pape Pie VI.